# Steve Genter
Robert Steven Genter, detto Steve (4 gennaio 1951), è un ex nuotatore statunitense.
Specializzato nello stile libero, ha vinto tre medaglie ai Giochi olimpici di Monaco 1972: l'oro nella staffetta 4x200 m sl e l'argento nei 200 m e nei 400 m sl.

È stato primatista mondiale nella staffetta 4x200 m sl.

## Palmarès
- Olimpiadi
  - Monaco 1972: oro nella staffetta 4x200 m sl, argento nei 200 m e 400 m sl.